# 兵営駅
兵営駅（ピョンヨンえき）は、かつて蔚山広域市中区に存在した東海南部線の鉄道駅である。

## 歴史
- 1921年10月24日 : 営業開始。
- 1992年 8月20日 : 蔚山市内の線路移設に伴い廃駅。